# Maurice Pate
Maurice Pate (1894. október 14. – 1965. január 19.) egy amerikai humanitárius üzletember volt. Herbert Hoover, korábbi amerikai elnökkel együtt 1947-ben megalapították az ENSZ Gyermekalapját (UNICEF). Ő lett a szervezet első Főigazgatója 1947-től egészen haláláig.
Dag Hammarskjöld, az ENSZ második főtitkára szerint: "Az UNICEF munkája központi kérdés, és az UNICEF szíve Maurice Pate." Hoover elmondása alapján "a leghatékonyabb emberi angyal, akit valaha ismertem." Pate nemzetközi elismertségét a gyermekek és az éhezők helyzetének javításáért tett erőfeszítéseknek köszönheti.

## A korai évek
A nebraskai Pender-ben született. Szülei, Richard E. Pate és Rachel Davis Pate walesi és ír származásúak. Ő volt a legidősebb a hét gyermek közül, közülük három még csecsemőkorban meghalt. Hároméves korában a család a Colorado állambeli Denverbe költözött. Tanulmányait az East Denver High School-ban végezte, majd 1911-ben elhagyta Denvert a Princetoni Egyetem miatt. A Princetonon tagja volt a Phi Beta Kappa egyetemi társaságnak, dolgozott a Vöröskereszt Bizottságnak, valamint 1915-ben matematikából és fizikából kiváló értékeléssel szerzett diplomát.
Nem sokkal diplomája megszerzése után a First National Bank-nál dolgozott Hartley-ban (Iowa), ahol a nagybátyja volt az elnök. Az első világháború kezdetéig Amerikában tartózkodott. A sok győzködés hatására a Herbert Hoover vezette belgiumi Segélyezési Bizottságnak dolgozott, ami egy életen át tartó barátságnak és együttműködésnek volt a kezdete. Később az Amerikai Expedíciós Erőknél szolgált, majd a háború lezárultával segített megszervezni és irányítani az Amerikai Segélyezési Hivatal törekvéseit, hogy a háború után több mint egymillió lengyel gyermeknek jusson megfelelő táplálék.
Pate a new jersey-i Standard Oil-nak dolgozott Lengyelországban 1922 és 1927 között, pénzügyi és értékesítési munkákat végzett. 1927-ben feleségül vett egy lengyel előkelőt, Jadwiga Mankowskát. A lengyel importot és banki üzletet kezelte, 1935-ben visszatért az Egyesült Államokba, mint befektetési bankár és üzletember. A családja és otthona hiánya miatt Jadwiga 1937-ben elvált Pate-től és visszatért Lengyelországba, de Jadwiga 1960-as haláláig barátok maradtak.

## UNICEF
Amikor 1939-ben kitört a második világháború, Pate a Lengyel Segély Bizottságot vezette, majd később csatlakozott az Amerikai Vöröskereszthez az ázsiai és európai hadifoglyok számára szánt segélyszállítmányok igazgatójaként. Ő irányította az élelmiszerek vizsgálatát Herbert Hooverrel együtt 1946-ban és 1947-ben, és ketten kitervelték az UNICEF-et. Pate már 1947. januári alapításakor csatlakozott az UNICEF-hez. Elfogadta a felkérést az igazgatói posztra, de csak azzal a feltétellel, ha az UNICEF a korábbi ellenséges országokban is faji vagy politikai megkülönböztetés nélkül szolgálja a gyermekek érdekeit.
Kezdetben az UNICEF feladata a háború okozta helyzet helyreállítása volt, elsősorban a betegségek leküzdése és az éhezés megszüntetése a gyermekek körében. A fejlődő országokban a gyermekek jólétére és túlélési arányukra vonatkozó növekvő aggodalom vezetett oda, hogy 1953-ban az ENSZ kiterjeszti az UNICEF mandátumát határozatlan időre, ezzel állandó szervvé válik. Pate vezetése alatt a szervezet különböző alacsony költségű programokat és egészségügyi intézkedéseket vezetett be az anyák és gyermekek helyzetének javítására. Jelentős előrelépés történt a malária, gümőkór, szamárköhögés és a diftéria felszámolásában.

## Későbbi évek és halála
Pate sok elismerést és kitüntetést kapott a humanitárius munkájáért. Többek között kitüntette a Belgium kormánya, Franciaország, Lengyelország, Hollandia és Ecuador; 1956-ban honoráriumi fokozatot kapott a Denison Egyetemtől, és egy honoráriumi Ph.D. fokozatot a Princeton Egyetemtől 1958-ban. Patenek ítélték az Albert Lasker Közszolgálati Díjat 1959-ben. 1960-ban visszautasított egy Nobel-békedíj jelölést arra hivatkozva, hogy nem csak egy személyben az ő érdeme, hanem az egész UNICEF szervezet közreműködésével jött létre az elért eredmény.
Pate 1961-ben feleségül vette Martha Lucast, egy évvel az előző felesége, Jadwiga halála után.
Hirtelen halálát egy szívinfarktus okozta 1965. január 19-én a manhattani Bellevue Kórházban, néhány hónappal azután, hogy nyugdíjba vonult. Halálakor az UNICEF-nek már több mint 550 hosszútávú programja volt, és több mint 55 millió gyermeknek segített 116 országban. Kilenc hónappal Pate halála után, az UNICEF elnyerte az 1965-ös év Nobel-békedíját. Az UNICEF Maurice Pate Leadership for Children Award,"a rendkívüli példáért, a példamutató magatartásért és inspiráló vezetésért, a hozzájárulásért az UNICEF fejlődéséhez mind nemzeti, regionális és globális szinten". A díjat halála utána alapították a tiszteletére.